# Yama (hinduism)

Yama (sanscrită yāma - întrerupere, sfârșit) este zeul morții în mitologia hindusă și budistă , stăpânul sufletelor tuturor defuncților și uneori apare ca zeu al dreptății.

## Localizare
Locuind într-un palat mohorât (Kalici) din ținutul inferior al sudului (Naraka), el ia contact cu toți morții pe care șeful de protocol Citragupta îi înregistrează într-o carte a faptelor, apoi fie îi aruncă în abis, fie îi retrimite pe pământ pentru altă reîncarnare.

## Sarcini
Yama urmărește riguros duratele vieților omenești, fiind un executor al destinului, iar la expirarea fiecărui termen sau își trimite mesajele ireversibile funebre, prin personificarea morții (Mrityū), care e numită și Crainicul Morții (Mrityu-Dūta), sau apare el însuși (cu trupul său verde, în veșmânt roșu sângeriu, călare pe un bivol, adesea urmat de cei doi câini Sārameya, născuți de Saramā, și cu sceptrul în mână), prinzân muribundul cu un arcan. 

## Trăsături
Yama are numeroase epite care evită indicarea directă a atributului său esențial: Jiviteça (Stăpânul vieții), Dhamarāja (Regele dreptății), Dharmendra (Domnul legii), Pitriiāja (Regele răposaților), Pretādhipa (Domnul defuncților). 

## Familie
Zeul are și o familie: Sanjñá (Saranyū) - mama sa; Syamala (sanscrită dhūma - fum, abur; ūrnā - lână) - soția; Yudhisthira - fiul cel mai mare (în alte variante însă fiul lui Dhárma).

## Sursă
- Kernbach, Victor (1995).  Editura Albatros, ed. Dicționar de Mitologie Generală. București. ISBN 973-24-0336-5. Verificați datele pentru: |date= (ajutor)